# 突尼斯足球總會
突尼西亞足球協會是專門管轄突尼西亞足球事務的組織。突尼西亞足球協會成立於1956年，並在1960年加入國際足協。此外，它還是非洲足協、北非洲足球協會聯會和阿拉伯足球協會聯會的成員之一。

## 外部連結
- 官方網頁 （页面存档备份，存于） （法文）
- 國際足協網頁 （页面存档备份，存于）
- 非洲足協網頁 （页面存档备份，存于）